# HILIC

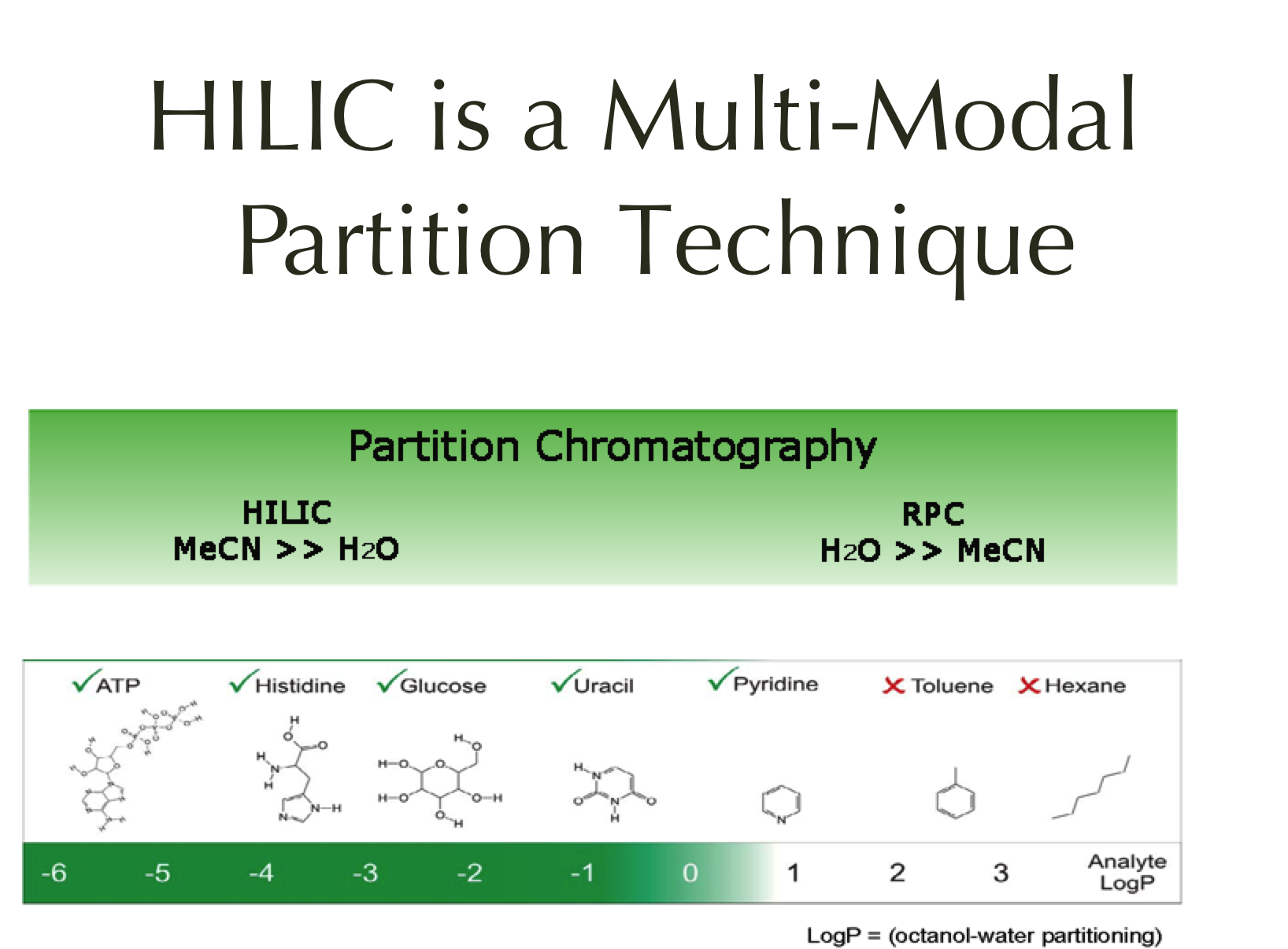
Gebruik van HILIC

Hydrophilic Interaction Liquid Chromatography (hydrofiele interactie-vloeistofchromatografie), meestal afgekort tot HILIC, is een vorm van Normal Phase Liquid Chromatography (NPLC) (normale fase-vloeistofchromatografie). Andere namen zijn Omgekeerde RPLC (RPLC = Reversed Phase Liquid Chromatography/omgekeerde fase-vloestofchromatografie) of waterige normale fase-chromatografie.
Andrew Alpert gaf deze methode de naam HILIC om verwarring met NPLC te voorkomen.
Door middel van HILIC worden sterk polaire en hydrofiele verbindingen, die weinig retentie hebben bij een omgekeerde fase-kolom, gescheiden. De retentie van HILIC-kolommen voor sterk polaire basen is hoger dan die van de omgekeerde fase-kolommen.
In tegenstelling tot NPLC, kan men bij HILIC gebruikmaken van oplosmiddelen die niet met water gemengd kunnen worden.

## Stationaire fase
De stationaire fase van HILIC bestaat meestal uit polaire varianten van silicagel of andere polymeren (bijvoorbeeld zwitterionen, Si-OH en diolen). De stationaire fase wordt ook wel in drie groepen gedeeld:
- Neutraal
- Geladen
- Zwitterion

## Mobiele fase
Voor de mobiele fase wordt meestal een mengsel van water met acetonitril (ACN) of een alcohol gebruikt. Bij het gebruik van een alcohol is, in vergelijking met acetonitril, meer alcohol nodig om dezelfde mate van retentie te krijgen. Naast deze twee stoffen kan ook gekozen worden voor polair aprotische oplosmiddelen, zoals dimethylformamide (DMF) of tetrahydrofuraan (THF). Deze oplossingen zijn met water te mengen en kunnen in tegenstelling tot protische oplosmiddelen de sterke basen, die meestal over de kolom worden gebracht, wegleiden. 
Protische oplosmiddelen kunnen namelijk met deze basen reageren en daarom niet worden gebruikt. 
De veronderstelling is dat er tijdens de mobiele fase een tweelagensysteem ontstaat; de polaire stationaire fase tegenover de organische mobiele fase. Dit komt doordat de neutrale polaire delen protonen kunnen doneren voor interacties en de organische oplosmiddelen zwakke elektrostatische interacties aan kunnen gaan. De zuurgraad (pH) van deze mobiele fase moet onder controle gehouden worden omdat het de polariteit van de analyt (te bepalen stof) kan beïnvloeden. Als gevolg hiervan kan de mate van retentie en de ionsterkte veranderen.
De stof die over de kolom wordt gebracht verdeelt zich over de twee lagen als functie van polariteit en oplosbaarheid. Hiermee onderscheidt HILIC zich van de ionenuitwisselingschromatografie.
Om een reproduceerbare stationaire fase te krijgen moet men de kolom regelmatig wassen met water. Het wassen is belangrijk omdat de ionen in zekere mate in de stationaire fase blijven zitten en deze door de kolom te wassen uitgespoeld kunnen worden.

## Gebruik
De HILIC-methode wordt grotendeels gebruikt bij de scheiding van sommige biomoleculen, op basis van polariteit, organische- en anorganische moleculen.
HILIC wordt steeds vaker gebruikt omdat de monstervoorbewerking simpeler is dan die van andere methodes. Daarnaast is de gevoeligheid van de massaspectrometer, die gebruikt wordt als detector bij HILIC, tien keer zo groot als bij Omgekeerde Fase-Chromatografie. De reden hiervoor is dat het gebruikte organische oplosmiddel veel vluchtiger is.